# Hugo Anglada
Hugo Anglada Gutiérrez (Almudévar, 17 de marzo de 2004) es un futbolista español que juega como defensa central en la Sociedad Deportiva Huesca de la Segunda División de España.

## Trayectoria
Nacido en Almudévar, Hugo se forma como futbolista en la UD Amistad, Real Zaragoza y SD Huesca. Debuta con el filial el 23 de mayo de 2021 al partir como titular en una victoria por 3-2 frente al CD Binéfar en la Promoción de ascenso a Segunda División RFEF 2021. El siguiente 7 de julio renueva su contrato con el club hasta 2025.
Logra debutar con el primer equipo el 12 de agosto de 2022 al partir como titular en un empate por 0-0 frente al Levante UD en la Segunda División de España.
En la temporada 2023-24, firma por el C. F. Talavera de la Reina de la Segunda Federación, cedido por una temporada por la Sociedad Deportiva Huesca.

### Selección nacional
En enero de 2022 fue convocado por la Sub-18, no llegó a debutar con ella, pero si debutó con la sub-19 ante la selección israelí.

## Clubes
Actualizado al último partido disputado el 4 de octubre de 2024.
| Club                                | País   | Año       | Partidos | Goles |
| ----------------------------------- | ------ | --------- | -------- | ----- |
| SD Huesca "B"                       | España | 2021-2023 | 49       | 1     |
| SD Huesca                           | España | 2022-act. | 4        | 0     |
| C. F. Talavera de la Reina (cesión) | España | 2023-2024 | 19       | 0     |